# Curious George
Curious George (Nederlands: Nieuwsgierig Aapje)  is een Amerikaanse animatiefilm uit 2006 onder regie van Matthew O'Callaghan. De film is gebaseerd op de kinderboekenreeks Curious George van H.A. Rey en Margret Rey. De film is geproduceerd door Imagine Entertainment en Universal Animation Studios.

## Verhaal
George is een nieuwsgierig aapje en woont in de jungle. Op een dag reist hij naar de grote stad. Onderweg maakt hij veel vrienden. Hij beleeft hier veel avonturen mee.

## Rolverdeling
| Acteur          | Personage          |
| --------------- | ------------------ |
| Frank Welker    | George             |
| Will Ferrell    | Ted                |
| Drew Barrymore  | Miss Maggie Dunlop |
| David Cross     | Junior Bloomsberry |
| Eugene Levy     | Clovis             |
| Joan Plowright  | Miss Plushbottom   |
| Dick Van Dyke   | Meneer Bloomsberry |
| Ed O'Ross       | Ivan               |
| Alexander Gould | Jongen             |
| Shane Baumel    | Jongen             |